# 磁黃鐵礦
磁黄铁矿的成分为Fe1-xS ，其中x为0.1 - 0.2，硫的含量为39%-40%，有时也含有微量的铜、镍和钴。晶体为六方板状、柱状或桶状，通常为致密的块状结构，表面为暗褐色，条痕为灰黑色，有金属光泽，性脆，解理不完全，具有磁性，是良导电体。
磁黄铁矿的硬度为4，比重4.6-4.7，分布于岩浆矿床和热液光窗中，在氧化带常被分解成为褐铁矿。
磁黄铁矿也可以提炼镍和钴。